# Vámoscsalád
Vámoscsalád là một thị trấn thuộc hạt Vas, Hungary. Thị trấn này có diện tích 11,78 km², dân số năm 2010 là 331 người, mật độ 28 người/km².